# 다큐멘터리 텔레비전 프로그램
다큐멘터리 텔레비전 프로그램(영어: Television Documentary)은 텔레비전 프로그램의 한 장르이다.

## 본질과 특성
<텔레비전 다큐멘터리 프로그램>은 좁은 의미로는 사회적으로 유익한 정보를 제공하거나 대중 설득을 통한 교정적 행동을 이끌어내는 것이 목적이고, 넓은 의미로는 문화적이고 교육적인 프로그램까지 가리키며 역사적·전기적 프로그램 또는 자연관찰기나 여행기까지도 포함한다. 그러므로 TV에서 사실적인 내용을 담은 필름은 넓은 의미에서 모두 다큐멘터리라고 말할 수 있다.
한국 <텔레비전 다큐멘터리 프로그램>의 핵심적인 요소를 정리해보면 다음과 같다.
1. 사회적으로 유익한 정보를 제공한다.
2. 대중 설득을 통한 교정적 행동을 이끌어낸다.
3. 문화적이고 교육적인 프로그램을 지칭한다.
4. 인간의 지식과 이해를 넓히고 그 욕구를 자극한다.
5. 문제와 해결책을 제시하기 위한 목적을 갖는다.
6. 진지하고 이치에 맞는 재구성을 통해 해석되는 모든 면을 필름에 기록한다.
7. 명쾌한 견해에 비중을 둔다.
8. 뉴스의 뒤나 밑을 캔다.
9. 그 사건의 원인 관련된 사람들의 태도와 감정 그리고 전문가의 해석 시민의 반응 개인과 사회에 주게 될 의미를 중시한다.
10. 기록 TV 프로그램으로 생각한다.

## 각본의 특징
<텔레비전 다큐멘터리 프로그램>은 사실을 다룬다는 특징이 각본에서도 잘 나타난다. 사실을 다룬다는 것은 만들어진 것이 아닌 현실의 사람들, 사건들, 장소들을 다룬다는 것이다. 이처럼 다큐멘터리의 경우 하나의 어떤 세계를 창조하고 있기보다는 이미 있는 세계를 보여준다는 것에 중점을 두고 각본을 작성하게 된다. 사실주의적 다큐멘터리의 경우 각본을 이용하지 않는데, 현실세계에 대한 최소한의 간섭이라는 원칙에 따라 각본을 이용하지 않으며 시간의 흐름에 따라 다큐멘터리를 구성한다. 그러나 형식주의적 다큐멘터리나, 주관적 다큐멘터리의 경우 감독이 의도하는 바를 보여주기 위해 이야기 재료를 배열하고 구조화한다. KBS의 《다큐멘터리 3일》이나 MBC의 《아마존의 눈물》이 사실주의적 다큐멘터리라고 한다면, MBC 스페셜에서 2010년에 방송한 《남자의 말 여자의 말》은 주관적 다큐멘터리라고 할 수 있다.

## 연출의 대상과 요소
<텔레비전 다큐멘터리 프로그램>의 연출에서는 그 사건의 원인, 관련된 사람들의 태도와 감정 그리고 전문가의 해석, 시민의 반응, 개인과 사회에 주게 될 의미를 다루게 된다. 이는 다룰 주제에 대한 사실들을 광범위하게 확보해야 하며 그런 자료야말로 그 자체로 믿을 수 있고 설득력이 있을 수 있다. 이때문에 다큐멘터리는 정확하고 믿을 만해야 할 뿐만 아니라 믿음을 줄 수 있어야 한다.

## 연출의 특징
<텔레비전 다큐멘터리 프로그램>에서 연출이란 촬영의 방향을 설정하는 것이라고 볼 수 있다. 극의 흐름상에서 필요불가결한 증인이나 장면이 필요할 때에만 연출을 한다. 카메라 앵글로 좋은 위치를 찾을 때나, 제작 전에 촬영 계획을 세우는 것을 그 예로 들 수 있다. 또 상황을 실감나게 전달하기 위해 재연을 하거나 상황 설명을 해줄 수 있는 인터뷰이를 의도적으로 등장시키는 것도 연출에 해당한다.

## 같이 보기
- 다큐멘터리 영화